# Lundazi, Zambia
Lundazi  este un oraș  în  provincia de Est, Zambia.